# Читтареале
Читтареале (італ. Cittareale) — муніципалітет в Італії, у регіоні Лаціо,  провінція Рієті.
Читтареале розташоване на відстані близько 100 км на північний схід від Рима, 35 км на північний схід від Рієті.
Населення — 475 осіб (2014).
Щорічний фестиваль відбувається 16 серпня. Покровитель — san Rocco.

## Демографія
Населення за роками:

Станом на 1 січня 2023 року в муніципалітеті офіційно проживало 20 іноземців з 7 країн, серед них 8 громадян країн Євросоюзу та 2 громадяни України.

## Сусідні муніципалітети
- Аккумолі
- Аматриче
- Борбона
- Кашія
- Леонесса
- Монтереале
- Норчія
- Поста